# Rue d'Argout
La rue d’Argout est une voie du quartier du Mail du 2e arrondissement de Paris.

## Situation et accès
Longue de 161 mètres, elle commence 46, rue Étienne-Marcel et finit 63, rue Montmartre.
Le quartier est desservi par la ligne 3 à la station Sentier.

## Origine du nom

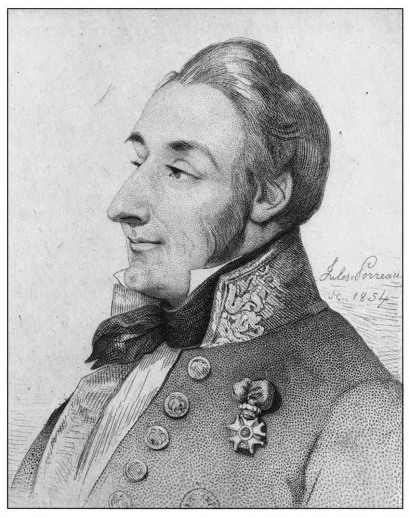
Antoine Maurice Apollinaire d’Argout.

Elle porte depuis 1867 le nom de Antoine Maurice Apollinaire d'Argout (1782-1858), ministre de la Marine de Louis-Philippe et gouverneur de la Banque de France sous Napoléon III.

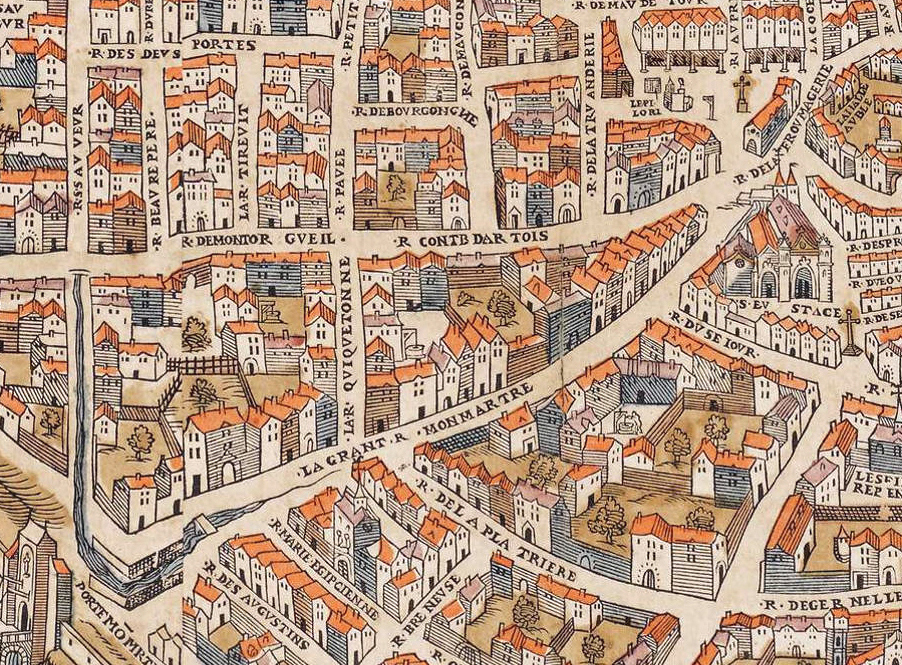
La grande rue de Montmartre et les rues des Augustins et de Sainte-Marie-l'Egyptienne sur un ancien plan de Paris, vers 1550

## Historique

### La rue des Augustins et l'ancienne rue Pagevin
Sous le règne de Louis IX, roi de France connu pour accorder sa protection à tous les religieux, quelques moines augustins partis d'Italie s'établirent en France, hors de la ville de Paris dans un lieu environné de bois situé au-delà de la porte Montmartre de l'enceinte de Philippe Auguste, en bordure de la grande rue Montmartre et au nord de la chapelle de Sainte-Marie-l'Égyptienne (reconstruite au XIVe siècle, détruite en 1792, voir rue de la Jussienne.)
Jean de Joinville (1224?-1317), conseiller et confident du roi, relate dans son ouvrage achevé en 1309, aujourd'hui désigné comme Vie de saint Louis, qu'après avoir fait bâtir et donné aux « Frères du Carme » une maison « sur Seinne devers Charenton », Louis IX « pourveut les Frères de saint Augustin, & leur acheta la granche à un bourjois de Paris et toutes les appartenances et leur fit faire un moustier dehors la porte de Monmartre [sic]. »
La chapelle Sainte-Marie-l'Égyptienne était située entre la rue Montmartre et la rue de la Jussienne, et servait à la Confrérie des drapiers de Paris. Elle existait sous le règne de saint Louis. On y remarquait la peinture d’un de ses vitraux consacrée à sainte Marie l’Égyptienne qui lui donna son nom. La chapelle a été détruite en 1792.
Vers l'année 1285 ces religieux quittèrent cet endroit pour aller s'établir dans le clos du Chardonnet. Peu de temps après le départ de ces religieux, une rue fut ouverte à côté de leur ancienne demeure.
On donna à cette voie publique deux dénominations :
- « rue des Augustins » à la partie comprise entre les rues Montmartre et la Rue Pagevin (disparue en 1880, avait été formée en 1851 par les trois rues : Verderet, Pagevin et du Petit-Reposoir[5].
- « rue Pagevin » pour la partie du surplus, jusqu'à la rue Coquillière.

Elle est citée dans un manuscrit de l'abbaye Sainte-Geneviève de 1450 sous le nom de « rue des Augustins ».
Au XVIIIe siècle, la rue prend le nom de « rue des Vieux-Augustins ».
C'est dans cette rue qu'est né le 2 août 1768 le célèbre chanteur des rues de Paris, Aubert.
Une décision ministérielle du 3 thermidor an IX (22 juillet 1801), signée Chaptal, fixe la largeur de cette voie publique à 9 mètres. Cette largeur est portée à 10 mètres, en vertu d'une ordonnance royale du 23 juillet 1828.

### Les rues d'Argout et Herold
La rue prend son nom actuel le 27 février 1867.
Après le percement de la rue Étienne-Marcel, la partie de la rue d’Argout entre les rues Coquillière et Étienne-Marcel est dénommée « rue Herold » par décret du 21 février 1881.
En 1886, l'immeuble portant le no 39 étant situé hors alignement, est démoli.

## Bâtiments remarquables et lieux de mémoire
- Au no 32, un immeuble de forme triangulaire confronte trois rues, celles d'Argout, Étienne-Marcel et du Louvre.

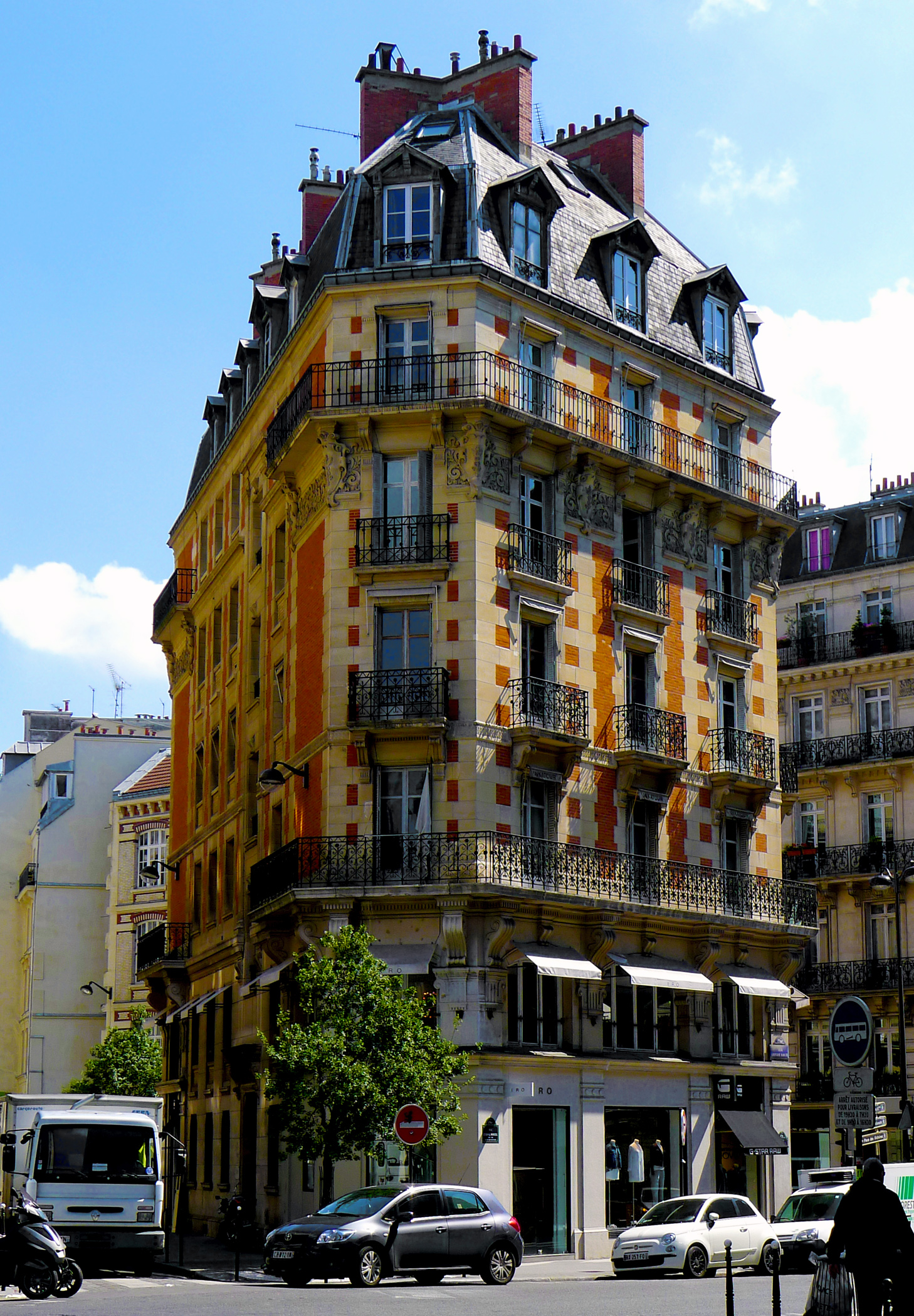
La rue d'Argout se trouve à gauche.

## Pour approfondir